# 大牙細脂鯉
大牙細脂鯉，為輻鰭魚綱脂鯉目脂鯉亞目脂鯉科的其中一個種。分布於南美洲巴拉圭至阿根廷淡水流域，體長可達7.2公分，棲息在底中層水域，生活習性不明，可作為觀賞魚。